# 渡辺雅男
渡辺 雅男（わたなべ まさお、1950年 - ）は、日本の社会学者。一橋大学名誉教授。一橋大学社会学部長、イギリス・シェフィールド大学客員研究員、ドイツ・ハイデルベルク大学客員教授等を務めた。
東京都出身。1969年一橋大学社会学部入学。卒業後一橋大学大学院社会学研究科修士・博士課程修了。社会学博士。古賀英三郎門下。
一橋大学社会学部専任講師、助教授を経て、一橋大学大学院社会学研究科教授。2007年一橋大学大学院社会学研究科長・社会学部長。2008年一橋大学附属図書館長兼社会科学古典資料センター長。2013年3月一橋大学を定年退職、同年4月一橋大学大学院社会学研究科特任教授、一橋大学名誉教授。
この間、イギリス・シェフィールド大学客員研究員、ドイツ・ハイデルベルク大学客員教授等を務める他、東京経済大学、日本大学、成城大学等でも教鞭をとった。

## 著書

### 単著
- 『サービス労働論――現代資本主義批判の一視角』（三嶺書房, 1985）
- 『技術と労働過程論――現代資本主義批判の原点』（梓書房, 1990年）
- 『現代日本的階層差別及其固定化』（中文）中央編譯社（北京）, 1998年）
- 『階級！――社会認識の概念装置』（彩流社, 2004年）
- 『市民社会と福祉国家――現代を読み解く社会科学の方法』（昭和堂, 2007年）
- 『階級政治!――日本の政治的危機はいかにして生まれたか』（昭和堂, 2009年）

### 共著
- （小宮山量平・鈴木正）『戦後精神の行くえ』（こぶし書房 1996年）
- （ジョン・スコット）『階級論の現在』（青木書店, 1997年）
- （小宮山量平）『自立的精神を求めて－季刊『理論』の時代』（こぶし書房 2008年）

### 編著
- 『高島善哉著作集（全9巻）』（こぶし書房, 1997-1998年）
- 『高島善哉――その学問的世界』（こぶし書房, 2000年）
- 『中国の格差、日本の格差――格差社会をめぐる日中共同シンポジウム』（彩流社, 2009年）

### 共編著
- （加藤哲郎）『20世紀の夢と現実――戦争・文明・福祉』（彩流社, 2002年）
- （渡辺治）『「現代」という環境――10のキーワードから』（旬報社, 2007年）

### 翻訳
- ジョン・ウェスターガード『イギリス階級論――サッチャーからメージャーヘ』（青木書店, 1993年）
- アラン・ウォーカー『福祉改革と高齢化社会――その現状とゆくえ』（ミネルヴァ書房, 1997年）
- リン・チュン『イギリスのニューレフト――カルチュラル・スタディーズの源流』（彩流社, 1999年）
- H・クレア, J・E・ヘインズ, F・I・フイルソフ『アメリカ共産党とコミンテルン――地下活動の記録』（五月書房, 2000年）
- G・エスピン-アンデルセン『ポスト工業経済の社会基礎――市場・福祉国家・家族の政治経済学』（桜井書店, 2000年）
- J-C・ドゥロネ, J・ギャドレ『サービス経済学説史』（桜井書店, 2000年）
- G・エスピン-アンデルセン『福祉国家の可能性――改革の戦略と理論的基礎』（桜井書店, 2001年）
- デヴィッド・ノーブル『人間不在の進歩――新しい技術、失業、抵抗のメッセージ』（こぶし書房, 2001年）
- ウェイン・エルウッド『グローバリゼーションとはなにか』（こぶし書房, 2003年）
- アレックス・カリニコス『アンチ資本主義宣言――グローバリゼーションに挑む』（こぶし書房, 2004年）
- ジェレミー・シーブルック『階級社会――グローバリズムと不平等』（青土社, 2004年）
- レオ・パニッチ, サム・ギンディン『アメリカ帝国主義とはなにか』（こぶし書房、2004年）
- レオ・パニッチ, サム・ギンディン『アメリカ帝国主義と金融』（こぶし書房、2005年）
- ロバート・ブレナー『ブームとバブル――世界経済のなかのアメリカ』（こぶし書房、2005年）
- ジョン・クランプ『日経連――もうひとつの戦後史』（桜井書店, 2006年）
- 河西宏祐&ロス・マオア『労働社会学入門』（早稲田大学出版局、2006年）
- ハリエット・フリードマン『フード・レジーム――食料の政治経済学』（こぶし書房、2006年）
- G・A・コーエン『あなたが平等主義者なら、どうしてそんなにお金持ちなのですか』（こぶし書房、2006年）
- J・ロゼンバーグ『市民社会の帝国──近代世界システムの解明』（桜井書店, 2008年）
- テス・リッジ『子どもの貧困と社会的排除』（桜井書店, 2010年）
- グレアム・ターナー『クレジット・クランチ』（昭和堂, 2010年）
- ヘンリー・バーンスタイン『食と農の政治経済学──国際フードレジームと階級のダイナミクス』（桜井書店, 2012年）
- アズビヨン・ヴォール『福祉国家の興亡』（こぶし書房, 2013年）